# Île aux Œufs
Île aux Œufs – wyspa w kanadyjskiej prowincji Quebec, położona w estuarium Rzeki Świętego Wawrzyńca, ok. 2 km od wybrzeży tej rzeki. Jest długa na 1,2 km i zbudowana ze skał granitowych, otaczają ją rafy. Stała się znana po rozbiciu się o nią części floty admirała angielskiego Hovendena Walkera w nocy z 22 na 23 sierpnia 1711 roku. Przybył on z brytyjskiego Bostonu w celu zajęcia francuskich kolonii. W wyniku katastrofy stracił dziesięć okrętów i około 900 ludzi. Za namową doradcy wrócił po tym wydarzeniu do Anglii. P raz pierwszy wyspa pojawiła się na mapie Jeana Guérarda z 1631 roku jako „I. aux Ceufr”, natomiast dzisiejsza nazwa (zapisana wówczas jako „Isles aux Œux”) pojawiła się w 1694 roku i pochodzi od Jeana Jollieta. Od czasów brytyjskiego podboju Nowej Francji w użyciu było głównie angielskie tłumaczenie nazwy wyspy – Egg Island.
Nazwa Île aux Œufs (fr. Wyspa Jajek) pochodzi najpewniej od olbrzymiej ilości jaj składanych na wyspie przez liczne gatunki ptaków.